# LOVIN' YOU (KIX-Sの曲)
「LOVIN' YOU」（ラヴィン・ユー）は、KIX-Sの4thシングル。1994年2月14日に、アポロン / Dreamixから発売された。

## 背景
表題曲は、アルバム『MOTHER』の先行シングルで、テレビ朝日系『お茶とUN』のオープニングテーマに使用された。

## 収録曲
| 全作詞: 浜口司、全作曲: 安宅美春、全編曲: 葉山たけし。 |                                      |        |            |      |
| #                                                      | タイトル                             | 作詞   | 作曲・編曲 | 時間 |
| 1.                                                     | 「LOVIN' YOU」                       | 浜口司 | 安宅美春   | 3:40 |
| 2.                                                     | 「愛せない あなたしか」              | 浜口司 | 安宅美春   | 4:34 |
| 3.                                                     | 「LOVIN' YOU」(オリジナル・カラオケ) | 浜口司 | 安宅美春   | 3:40 |
| 合計時間:                                              | 合計時間:                            | 11:54  |            |      |

## 参加ミュージシャン
- 浜口司 - ボーカル
- 安宅美春 - ギター、コーラス
  - 葉山たけし - ギター、ベース、シンセサイザー